# ウルトラマンゼロ THE MOVIE 超決戦!ベリアル銀河帝国
『ウルトラマンゼロ THE MOVIE 超決戦!ベリアル銀河帝国』（ウルトラマンゼロ ザ ムービー ちょうけっせん ベリアルぎんがていこく）は、2010年12月23日に全国松竹系映画館にて公開された円谷プロダクション製作の特撮映画作品。
キャッチコピーは「皇帝（）ベリアル、降臨。ゼロ、光とともに立ち向かえ！」、「これが、俺たちの光だッ！」

## 概要
本作品は「ウルトラマンシリーズ45周年記念作品」第1弾として制作された。配給は前作『大怪獣バトル ウルトラ銀河伝説 THE MOVIE』のワーナー・ブラザース映画から、再び松竹となっている。
前作で初登場したウルトラマンゼロを主役とし、前作の敵役・ウルトラマンベリアルが復活したカイザーベリアル率いるベリアル銀河帝国との決戦と、それに立ち向かうゼロの成長や、新たな仲間との出会いを描く。
本作品では仲間や親子の絆がテーマとなっており、ウルトラ戦士以外にも同じ円谷作品である『ミラーマン』、『ファイヤーマン』、『ジャンボーグA』に登場したヒーローや怪獣・宇宙人をモチーフとして新しくデザインされたキャラクターが登場する。これらのキャラクターの登場はウルトラヒーローの群像劇であった前作との差別化を目指したことによるものであるが、結果的には1970年代に『ウルトラマンA』などで構想されていた銀河連邦の設定の再現となった。デザインは、キャラクターデザインの後藤正行が本作品とは別に描いていたものであった。
光の国のウルトラ戦士は前作から引き続き、光の国シリーズのウルトラ戦士たちが登場する。また、前作に登場したウルトラマンダイナに続く光の国以外のゲストウルトラ戦士として、ウルトラマンノアも登場する。

## キャスティング
物語を支えるゲストキャラクターとして、ノアの登場作品『ウルトラマンネクサス』で和倉英輔隊長を演じた石橋保、西条凪副隊長を演じたさとうやすえ、グレンファイヤーの原典キャラクターであるファイヤーマンの登場作品『ファイヤーマン』でSAFの千葉隊員を演じた平泉成が出演する。
声優については、ウルトラマンゼロとカイザーベリアルの声を前作同様に宮野真守と宮迫博之がそれぞれ担当するほか、ゼロの新たな仲間であるウルティメイトフォースゼロの声は、過去に円谷作品に出演経験のある緑川光、関智一、神谷浩史が担当する。他のウルトラ戦士もほとんどが当時のオリジナルキャスト、もしくは『ウルトラマンメビウス』以降の担当声優が声を担当する。ウルトラマン80役の長谷川初範とユリアン役の萩原佐代子の出演は、『ウルトラマン80』30周年記念の一環であった。長谷川はこれがウルトラシリーズの映画初出演であり、萩原がユリアンを演じるのは『80』以来となる。さらに、ミラーナイトの原典キャラクターであるミラーマンの登場作品『ミラーマン』で主人公の鏡京太郎を演じた石田信之も、二次元の民の声を担当している。ナレーションは、これまでにもウルトラシリーズの作品のナレーションを何度か務めた石坂浩二が担当する。
上記のほか、九州朝日放送のローカルバラエティ情報番組『ドォーモ』2010年12月8日放送分で組まれた本作品のメイキング特集との絡みにより、同番組のレポーターを務める小雪が惑星アヌーの住民役で本作品にゲスト出演している。

## 製作
製作期間が9か月しかなかったため、前作のようなオールグリーンバックによるCG背景はできず、ロケーション撮影を中心とした撮影方法がとられ、山口県、福岡県北九州市、熊本県でロケが行われた。バラージ神殿のシーンは山口県の鍾乳洞秋芳洞で撮影され、映画史上初めて同洞窟の天井付近での撮影が行われた。
ストーリーや設定については、監督のアベらが打ち合わせの合間に鑑賞した映画『宇宙からのメッセージ』やアベが昔見ていた『火星のプリンセス』や『スター・ウォーズ』の影響も受けている。また、前作に比べて本来のファン層に対象年齢を戻したのはアベが監督を務めた『ネクサス』のように大人向けの作品であったが、子供のための作品であることが根本にあるため、『ネクサス』最終回では子供たちの目線で終わらせており、アベは本作品はそこから繋がったものとしている。原案では『ウルトラギャラクシー大怪獣バトル』の世界観がベースとなっており、少年が親を探して旅立ち、そこで女性やゼロの人間態と出会うが、女性はベリアルの妹という構想だったといい、完成作品でも冒険譚と子供の視点といった部分が反映されている。

## 評価
初週は映画観客動員ランキング（興行通信社調べ）で初登場第10位、ぴあ初日満足度ランキング（ぴあ映画生活調べ）では第5位となった。興行収入4億円（キネマ旬報調べ）。

## ストーリー
ウルトラマンベリアルとの戦いからしばらく経ったある日、突如光の国にベリアル軍の時空揚陸舟艇デルストが襲来し、そこから降り立った帝国猟兵ダークロプス3体がゼロを襲うが、ウルトラマンゼロとウルトラセブンが協力して撃退する。残骸を回収・分析すると、光の国が存在する宇宙には存在しない物質で構成されていたうえ、それから発せられる波動で今もマイナスエネルギーを別の宇宙へ送っていることが判明する。ゼロは、この件の首謀者を探る任務に単身志願する。
セブンから万能武器ウルトラゼロブレスレットを授けられたゼロは、セブンら仲間たちに見送られて未知の宇宙へ旅立つ。到着した先は、ゼロに倒されたはずのベリアルが銀河皇帝カイザーベリアルとして君臨するベリアル銀河帝国が暴虐の限りを尽くす、異世界宇宙アナザースペースだった。
惑星アヌーで帝国機兵レギオノイドの大軍から人々を守ろうとして瀕死の重傷を負った青年ランと同化したゼロは、その弟ナオ、惑星エスメラルダの王女エメラナ、意思を持つ宇宙船にしてロボットでもあるジャンバード（ジャンボット）とともにベリアルを倒すため、その鍵を握るバラージの盾を探す旅に出る。
ラン（ゼロ）一行は旅の途中、ベリアル軍に抵抗する炎の海賊の用心棒であるグレンファイヤー、エスメラルダ王家を守護する鏡の勇士ミラーナイトと出会い、彼らの協力を得て鏡の星に存在するバラージの神殿に急行する。そこではウルトラマンノアの石像と遭遇するが、バラージの盾は発見できなかったうえ、ベリアル軍の襲撃に遭ってラン（ゼロ）はナオやエメラナと離れ離れになり、ベリアル軍に囚われてしまう。
その後、ベリアル銀河帝国の本拠地マレブランデスで目覚めたラン（ゼロ）は、カイザーベリアルの目の前でゼロへ変身できない状況となって窮地に陥るが、ラン（ゼロ）が流した涙を鏡面としてミラーナイトが出現し、ラン（ゼロ）を救出する。駆けつけたレジスタンス軍や炎の海賊と共にゼロたちがベリアル軍を追い詰めていく中、カイザーベリアルはエメラル鉱石を大量に吸収して超銀河大帝アークベリアルに変貌する。その強大な力に一同は押され、ゼロも一旦は力尽きてしまうが、決して諦めない彼ら一同の光の心をノアが認め、ゼロにバラージの盾の正体でもある鎧ウルティメイトイージスを授ける。グレンファイヤー、ミラーナイト、ジャンボットらによる援護のもと、ゼロは一同の思いを乗せた光の一撃を放ち、アークベリアルを撃破する。
ベリアル軍も壊滅して一同が勝利の歓喜に沸く中、ゼロは平和の再訪とランの回復を確信して彼から分離し、ナオやエメラナに別れを告げて飛び去る。まもなく、追ってきたグレンファイヤー、ミラーナイト、ジャンボットらと共に、ゼロは新たな宇宙警備隊ウルティメイトフォースゼロを結成するのだった。

## 登場人物

### 主要人物
ラン / ウルトラマンゼロ
本編の主人公。惑星アヌーに住む開拓民の青年。明朗快活で穏やかな性格で弟のナオからの信頼も厚い。
ナオを助けようとして瀕死の重傷を負ったが、その勇気に感銘を受けたウルトラマンゼロと一体化して復活し、ゼロの人間体となる。融合中は、重傷を負ったラン本人の意識はなく、人間の状態もゼロの意思で行動することから、ゼロがランの体を乗っ取っている状態である。そのため、やたら威勢のいい性格で言葉使いが乱暴になったが、ナオを兄弟として接する態度は融合後も変わらない。ゼロの分離後、自我が戻ったランにはゼロと一体化した後の記憶はまったく残っていなかった。
左腕にウルトラゼロブレスレットを装着しており、ブレスレットから取り出したウルトラゼロアイを両目に装着することによって3回までゼロに変身できる。
- 演じた小柳友はオーディションで選ばれたが、当時通学していた堀越学園で同級生も受けていたことを受かった後で知ったため、大々的だったことに驚いた。また、撮影前にはランとゼロの設定を踏まえて自分なりに「ウルトラマンをどう演じるのか」についてを真剣に考えていたほか、ランが涙を流すシーンをどう演じれば良いのかは父 (Bro.TOM) に相談した。ゼロへの変身シーンは、ウルトラゼロアイを両目に対して上がりすぎず下がりすぎず位置を定めるのが大変であり、集中力が必要だった。ほとんどがグリーンバック合成での撮影だったため、完成した本編を見て初めて自分がウルトラマンになったことを実感したという。その後、2022年放送の『ウルトラマンデッカー』にアサカゲユウイチロウ / バズド星人アガムス役で出演した際には、アシスタントプロデューサーから「『ベリアル銀河帝国』を見たことがきっかけで円谷プロに入ろうと思った」との旨を言われたため、人生を決めるウルトラマンの影響力の凄さを痛感し、全力で取り組もうと改めて決意したという。

ナオ
ランの弟。まっすぐで素直な性格の持ち主の少年。まだ少年ながらもハスキーの操縦に長け、亡き父・ヒロから教わった「アヌー拳法」を体得しており、「アヌー警備隊」を自任する。父に強い信頼を置いており、彼の語った「バラージの盾」の存在を信じて疑わない。
ランと一体化したウルトラマンゼロと共に行動し、ゼロに対しても「兄貴」と呼び慕う。後に自身もジャンボットを駆り、ベリアル銀河帝国と戦う。
- 演じた濱田龍臣は指名で選ばれており、2021年時点では9歳当時のことをほとんど覚えていないが、円谷プロの社長だった大岡新一から内容を聞かされたことは覚えているという。一方、小柳は初対面時に帽子を被って水筒を斜め掛けした濱田が彼の母と共に入ってきた姿が可愛かったことを覚えているほか、ロケバス内にて濱田が「ウルトラマンになりたいです」と話していたことから、2017年放送の『ウルトラマンジード』で彼が朝倉リク / ウルトラマンジード役に決まった際には、夢を叶えたことに涙が出るほど嬉しかったという。後述の土屋も、ゼロに変身する小柳のことを羨ましがる濱田をおんぶしたり抱っこしたりと、一緒に遊んでいたという。

エメラナ
本編のヒロインで、惑星エスメラルダの第二王女である若き姫。フルネームはエメラナ・ルルド・エスメラルダ。お淑やかな性格だが、芯は強い。
ベリアル軍の襲撃から逃れた後にランやナオと出会い、ともにベリアル軍に立ち向かう。高純度のエメラル鉱石と同質のエネルギーを秘めていることから、劇中終盤ではジャンボットのジェネレーターに飛び込み、エネルギーを供給する。
本作品の後日談となるOV『ウルトラマンゼロ外伝 キラー ザ ビートスター』にも引き続いて登場。ビートスター天球で漂流し、ZAP SPACYのレイやヒュウガとも出会う。ビートスターに操られたジャンボットやジャンキラーを説得し、ラストではヒュウガを「ヒュウガおじさま」と敬意を込めて呼ぶ。
- 演じた土屋太鳳は15歳当時にオーディションで選ばれており、ウルトラシリーズのヒロインは初めてだったが、仕草や口調などを常にお姫様らしくしていることが大変だったという。頭髪は演じるに際して自毛を染めたものであるが、学校で毛染めが禁じられていたため、撮影期間中はカツラをかぶって通学していた。山口県の秋吉台にて撮影した冒頭のシーンでは、監督のアベユーイチの意図になかなか応えられず何度もNGを出してしまったが、助監督の近藤孔明が特撮のキャラクターの強さに合わせて大きく表現することを教えてくれたため、その後の撮影でも大きく役立ったという。一方、小柳は土屋が台本を読み込んでどう演じるかを考えていた姿や、アベに自分の考えを表して打ち合わせができる姿に、「この人は絶対素敵な女優になる」との雰囲気を感じたという。

### 炎の海賊
隠れ宙域を根城にする、自由を愛し、アナザースペースを海賊船で駆け巡る無法者の宇宙海賊。荒くれ者ばかりで構成されているが、根は善良でベリアル帝国軍のみを相手に略奪行為を行い、戦いからは決して逃げないという信念を持つ。船長はアバンギャルド号に搭乗する中年男性の3人兄弟である。
ガル
3人兄弟船長の長男。冷静沈着な男である。
ギル
3人兄弟船長の次男で、ガルの左手側に控えている。のんきな性格。
グル
3人兄弟船長の三男。ガルの右手側に控えている。ギルと同様にのんきな性格。

### その他
ヒロ
ランとナオの父親。本作品時点で故人。兄弟にバラージの盾の欠片と、その伝説を言い伝えた。
ミナ
ランとナオの母親。本作品時点で故人。
ばぁちゃん
ランとナオの祖母。レギオノイドに襲われた際も逃げずに立ち塞がった、気丈な人物である。
二次元の民
鏡の星の二次元の民の意思で、星の空に浮かぶ紋章として登場。ミラーナイトがベリアルウイルスに冒されてしまったことでベリアル軍の脅威に怯え、鏡の星の掟に従ってベリアル軍への反抗を諦めていたが、ゼロによってミラーナイトが救われたうえにナオたちの説得を受け、再び立ち上がることを決意する。
エメラド王
惑星エスメラルダの王であり、エメラナ姫の父。
エメルル王妃
惑星エスメラルダの王妃であり、エメラナ姫の母。
エメラル王女
惑星エスメラルダの第一王女であり、エメラナ姫の姉。
エメラナ姫は自身の家族やエスメラルダの住人たちは皆ベリアル軍の手に落ちてしまったものと思っていたが、ミラーナイトの力で守られて生存しており、終盤でウルティメイトフォースゼロらとベリアル軍の決闘を見届ける。

## 用語
エメラル鉱石
アナザースペースの主な資源である、エメラルド色の水晶状の超エネルギー鉱石。少量のものでもわずかなエネルギーを加えることで照明として使用できるほどの光を放つ。ベリアル軍はアナザースペースの各惑星を侵攻しながら、この鉱石を根こそぎ奪い取っていった。
バラージの盾
鏡の星の地下洞窟の深奥にあるバラージ神殿に祀られている、謎の光の巨人の石碑。中心部には、バラージの盾の欠片をはめ込む窪みがある。その実体はウルティメイトイージス。
バラージの盾の欠片
ランとナオがヒロから受け継いだ真紅の宝石。ウルトラマンネクサス（ウルトラマンノア）のエナジーコアに似た形状を持つ。

### 宇宙・天体
マルチバース（他世界宇宙）
光の国が存在する宇宙も含む、多数の別宇宙が泡のような形状で集まった超空間のことを指す。本作品の舞台はその空間に存在する別宇宙である。光の国の全エネルギーをもってしても、送り込めるのはウルトラ戦士でも1人のみ。
ここにある数多の宇宙の中には、光の国が存在する世界（M78ワールド）とは世界観の異なる『ウルトラマンティガ』・『ウルトラマンダイナ』の世界（ネオフロンティアスペース）、『ウルトラマンガイア』の世界、「コスモスシリーズ」の世界（コスモスペース）なども存在するとされる。
アナザースペース
本作品の舞台となる別宇宙世界。異世界宇宙であるこの宇宙に存在する太陽は、光の国が存在する宇宙と違ってウルトラ戦士に力を与えないため、ゼロは活動時間に制限ができてしまう。
惑星エスメラルダ
エメラナの故郷で、地表が純度の高いエメラル鉱石で覆われた惑星。高度な文明と平和な世界を有していたが、ベリアル軍の襲撃を受ける。
惑星アヌー
ランとナオの故郷。荒野に覆われた惑星で、開拓のためのキャラバンが設けられている。惑星の地下にはエメラル鉱石の鉱脈が存在する。
ベリアル軍の攻撃に遭うが、レジスタンスを結成して反ベリアル宇宙連合艦隊に参加する。
- ロケは前述のように熊本県などで行なわれたが、最初のシーンで青い食紅を塗った生のズッキーニを生まれて初めて齧ったナオ役の濱田は、暑い時期の撮影に常温ということも重なり、あまりの不味さがトラウマとなって2-3年はズッキーニを焼いても食べられなかったという。また、濱田は天候の変わりやすさや日焼け対策、暑さが大変だったという。

鏡の星
ミラーナイトの故郷で、巨大な宇宙鏡の中に存在する二次元世界の惑星。エスメラルダとは強い結び付きがあるが、三次元世界の出来事には極力関与しないという掟を持っている。
ミラースター級宇宙戦艦で構成される独自の艦隊を有しており、反ベリアル宇宙連合艦隊としてベリアル軍に反抗する。
- 撮影は全編グリーンバック合成で行なわれた。

隠れ宙域
炎の海賊が隠れ家にしている宙域。特殊な磁場には爆発性のある、スペースニトロメタンの宇宙塵が海のように波打っている。

### メカニック
地表艇ハスキー
惑星アヌーの開拓キャラバンで使用されている高速浮揚地表艇。機種先端にクワガタムシの顎のようなパーツがあり、上部に自衛用の旋回砲座を備える。
アバンギャルド号
炎の海賊の旗艦である宇宙海賊船。赤いタンカーのような船で、船体からは常に炎が噴出しており、多数のビーム砲を装備する。船尾の噴射口は骸骨の意匠がある。
似たような同型艦ファイヤーパイレーツ級宇宙戦艦が多数存在し、反ベリアル宇宙連合艦隊に参加する。
ジャンバード

マイティスター
反ベリアル宇宙連合艦隊を率いる万能旗艦。
- 『戦え!マイティジャック』に登場した万能戦艦マイティ号がモデルになっている。当初はアバンギャルド号のデザインとして考えられていた。監督のアベは、同艦に乗る11の星の勇者の物語も構想していることを述べている。

## 登場ヒーロー

### ゼロ以外の登場ウルトラマン
台詞を発したウルトラ戦士を先に記載。
- ウルトラセブン（※）
- ゾフィー（※）
- ウルトラマン（※）
- ウルトラマンジャック（※）
- ウルトラマンエース（※）
- ウルトラマンタロウ（※）
- ウルトラの父（※）
- ウルトラマン80（※）
- ユリアン（※）
- ウルトラの母
- ウルトラマンキング
- ウルトラマンレオ
- アストラ
- ウルトラマンマックス
- ウルトラマンゼノン
- ウルトラマンメビウス
- ウルトラマンヒカリ
- ウルトラマンノア

## ベリアル銀河帝国
カイザーベリアルがアナザースペースに築き上げた強大な帝国。ベリアルのウルトラサインを紋章としている。マレブランデスを根城にしており、ブリガンテやデルストなどの兵器を戦力として備えている。
ベリアル帝国軍、ベリアル軍などとも呼ばれ、アナザースペースの覇権を狙いウルティメイトフォースゼロ一行と激しい戦いを繰り広げる。以下のメンバーで構成されている。

### 構成員
銀河皇帝 カイザーベリアル / 超銀河大帝 アークベリアル

鋼鉄将軍 アイアロン
ベリアル銀河帝国の凶暴な武闘派幹部。粗暴かつ攻撃的な性格で、美しい物を憎んでいる。ベリアルに対してはゼロの攻撃から身を挺して庇うなど、高い忠誠心を持っている。
あらゆる攻撃を撥ね返す頑強な甲羅とかなりの怪力の持ち主。顔の上の発光体からは衝撃波アイアロンソニックを放つ。
エメラル鉱石を奪うべく、帝国戦列艦ブリガンテやレギオノイドやダークロプスの大群を率いて惑星エスメラルダや鏡の星を襲撃する。終盤にはミラーナイトと交戦し、持ち前の頑強なボディと怪力で一時は善戦するが、1か所への集中攻撃には弱かったため、ミラーナイフを数発当てた部分に傷が入る。それに気付いたミラーナイトに鏡で取り囲まれ、シルバークロスを鏡で反射させて傷の入った部分を集中攻撃されたために体が耐えられなくなり、シルバークロスが背中から顔の右半分まで貫通して倒れ、爆砕する。
- 『ミラーマン』に登場した鋼鉄竜 アイアンがモデルになっている。
- デザインは後藤正行が担当。当時のニュアンスを拾いつつ、敵幹部であることから派手な宇宙人として好き勝手に楽しくデザインしたという。
- 舞台で描かれた前日譚では元は異次元人ヤプールのエージェントの一人であったが、ベリアルの力に惹かれてその傘下に入る。
- 「ぱちんこウルトラバトル烈伝 戦えゼロ！若き最強戦士」でもベリアル幹部の一人として登場。原作通りミラーナイトと戦うほか、ゼロとも対決する場面もある。

『ミラーファイト2012』に登場するアイアロン
第1話「ウルトラマンランドの決斗」では、ウルトラマンランドのボールプールで遊んでいたところをミラーマンに止められ、レギュラン星人とタッグを組み、ミラーマンを倒そうとする。ミラーマンのパンチでもびくともしない硬い身体で苦しめるが、隙を見て逃げ出したミラーマンを追いかけているうちにミラーマンがステージ外に出て見えなくなるという手を使い、戸惑った隙を突かれてステージ外に投げ出され、倒される。
第3話「ミラーナイト登場」では、ミラーナイトが体育座りしながら見ている前でドリゴラスと取っ組み合いの戦いを繰り広げていたが、突如立ち上がり近づいてきたミラーナイトの手刀によって2匹とも倒されてしまう。

暗黒参謀 ダークゴーネ
ベリアル銀河帝国の冷酷な策謀派幹部。慇懃無礼な敬語口調が特徴。ベリアルの忠実な片腕でもあり、彼に状況報告などを行う。
闇から闇へ瞬間移動できる能力のほか、右手を特殊剣・ゴーネブレードや特殊鞭・ゴーネビュートに変化させることが可能。また、そのゴーネビュートでエネルギーを吸収してしまう能力や電撃を与える能力も兼ね備えている。さらに、胸部の赤い発行体から様々な角度から発射も可能な赤色破壊光弾ゴーネビームを放つ。
帝国戦列艦ブリガンテやレギオノイドやダークロプスの大群を指揮して、炎の海賊などのベリアル軍に逆らう者たちの排除を行う。終盤の決戦ではジャンボットと対決し、その能力や武器を駆使して苦しめるが、最後はバトルアックスによる必殺・風車で一刀両断されて倒される。
『ぱちんこウルトラバトル烈伝 戦えゼロ！若き最強戦士』でもベリアル幹部の一人として登場。ジャンボットと対決するリーチが必ずある。ルートによってはゼロとも対決する。
- 元ネタは『ジャンボーグA』に登場したグロース星人の幹部であるアンチゴーネで、戦闘隊長と同じく「◯◯ゴーネ」という名称であるが、本作品のオリジナルデザインであり、悪魔のような外見をしていた原典とは違い、人工的なイメージの外見になっている。『ジャンボーグA』でキャラクターデザインを担当した米谷佳晃は、未登場に終わった正式名称のない五番目の幹部を独自に「ダークゴーネ」と呼称しており、本作品での偶然の一致に驚いたという。
- デザインは後藤正行が担当。当時のニュアンスを拾いつつ、敵幹部であることから派手な宇宙人として好き勝手に楽しくデザインしたという。
- 舞台で描かれた前日譚ではアイアロンと同じく元はヤプールのエージェントの一人だったが、後にヤプールを見限りベリアル側につく。
- インターネット上では、ベリアルの携帯電話向けホームページの更新を担当している（という設定）。また、ベリアルのホームページ内にULTRA-ACT（アクションフィギュア）を使った寸劇コーナーを持っている。

恐竜戦士 ザウラー
当初、グレンファイヤーの対戦相手かつベリアル軍の第三の幹部として登場する予定だったキャラクター。本編では上映時間との兼ね合いで未登場に終わったが、『ぱちんこウルトラバトル烈伝 戦えゼロ！若き最強戦士』にて登場する。
全身に赤い鉱石を生やした二足歩行の恐竜のような姿をしている。口から熱線を発射するほか、巨大な岩を持ち上げて投げる、殴る蹴るといった豪快な技を持つ。また、ほとんどの台詞がカタカナ表記になる。
アイアロンからは「せっかちなヤロウ」と言われており、ゼロに対しても「雑魚ニ用ハナイ」と余裕の態度で発言する。また、寡黙にして好戦的な性格であり、戦いの際には「ツマラヌ！」「効カヌ」などと発言する。どの演出でもグレンファイヤーに対して攻撃するほか、他の幹部と協力して様々な連携技も披露する。
- 『ファイヤーマン』に登場した強獣 キングザウラがモデルになっており、デザイン画は小学館の書籍『ウルトラマンゼロ THE MOVIE 超決戦!ベリアル銀河帝国 超全集』に掲載されている。

### 戦力
帝都要塞 マレブランデス
カイザーベリアルの居城にして、帝国の本拠地である超巨大宇宙要塞。惑星規模の大きさを持ち、ベリアルの手を模した形状をしている。
多数のブリガンテを随伴しており、中枢部には多数のモニターを備えた玉座の間と、奪ったエメラル鉱石の貯蔵庫がある。元々天体だったものを改造したものといわれ、外壁には惑星のクレーターのようなものが存在する。
惑星を丸ごと掴み取るようにして捕捉・侵略する。掌や指に当たる部分から放たれる無数のアンカーを打ち込み、そのアンカーから惑星エスメラルダにある大量のエメラル鉱石を吸収する。
帝国戦列艦 ブリガンテ
ベリアル軍の宇宙戦艦。艦首には帝国の紋章が赤く輝いている。内部にはレギオノイドを大量に搭載しており、出撃時には外部が開いて一斉に放たれる。
艦首の紋章を模したビーム砲から発射する強力な破壊光線が武器。
- 初期デザインは異なるものであったが、レギオノイドを搭載するという設定が加えられ、デザインも大幅に変更された。

時空揚陸舟艇 デルスト
ベリアル軍の大型戦闘メカ。侵略部隊（主にダークロプス部隊）を時空を超えて送り込むことができる。
戦力は単眼から放つ破壊光弾。別の宇宙への突入の衝撃にも耐える強靭な機体を持つ。
- 格納部分となっている赤いラインはダークロプスの目を模している。

帝国機兵 レギオノイド（α・β）
ベリアル銀河帝国の量産型戦闘ロボット。惑星エスメラルダから奪った技術と資源を用い、開発された。額にはベリアル銀河帝国のエンブレムが刻まれている。普段は帝国戦列艦ブリガンテに格納されており、主にダークゴーネとアイアロンの命令で放たれる。以下の2種類が存在し、共通の武器として目からの破壊光線レギオビームを持つ。
ゼロたちに破壊されても絶え間なく送り込まれるが、最後はアークベリアルの大爆発に巻き込まれて全滅する。
- モチーフはなく、ロボットアニメの量産機のようなイメージでデザインしたという。全体的にカラーリングも含めて渋めであり、やられメカとしてあまり派手にならないようにしつつそれなりのカッコ良さを目指したという。
- 手足のパーツを付け替えることにより、遠距離戦に対応した光線銃と近距離戦に対応したドリルが武器というバリエーションを持たせている。

レギオノイド（α）
陸戦型。両腕が赤いドリル状になっており、両脚に装備したクローラーによって超高速で走る。独自の戦力は接近戦で両腕のドリルを用いて繰り出すダブルアームドリル。
レギオノイド（β）
遠距離攻撃用の宇宙戦型。両腕が巨大なガンポッドになっており、両脚に装備した空間用スラスターによって宇宙空間や空中を自在に飛行できる。独自の戦力は両腕の大口径ビーム砲から放つ光線レギオノイドガンビーム。
- アイアロンやダークゴーネと異なり、過去の作品をモデルとしていないオリジナルキャラクター。Vの身体や両腕の大砲の類似から『ファイヤーマン』に登場したロボット怪獣 バランダーVがモデルという説も流布していたが、誤りであることが公式ブログで明言された。
- 企画時の名称はグランドリル。デザインは当初は後にαとなる腕がドリルとなったもののみで、その後にバリエーションとしてβのデザインが追加された。

OV『ウルトラマンゼロ外伝 キラー ザ ビートスター』に登場するレギオノイド（BS）
レギオノイドのデータが、ビートスターによってコピーされた機体。別名「天球機兵」で、名称はレギオノイド（BS）。原典と同様、レギオノイド（β）のように両腕がガンポッドのタイプと、レギオノイド（α）のように両腕がドリルのタイプの2種類が存在する。
最初はβと同タイプの1体が、ビートスター天球の内部でエメラナを襲おうとしたところを、レイの召喚するゴモラに阻まれて戦い、ゴモラの超振動波（ゼロシュート）を受けて爆散する。ビートスタータワー付近でビートスタータワーにαタイプが17体量産もされており、最後はビートスターの爆発によって天球や他のロボット怪獣軍団もろとも全滅する。
- 着ぐるみはレギオノイド（α・β）をそれぞれ流用。

映画『ウルトラマンサーガ』に登場するレギオノイド
ベリアル軍の残党としてα・β共に多数の機体がアナザースペースに未だ残っており、ゼロとの交戦でゼロスラッガーやゼロツインシュートを受け、全滅する。

レギオノイド ダダ・カスタマイズ
『ウルトラマンジード』第18話「夢を継ぐ者」に登場。
ダダ116号が第2話で伏井出ケイに殺害された同胞（820号）の復讐を遂げるべく、かつてベリアル軍で運用されていたレギオノイドの1体を接収して搭乗型に強化改造した機体。搭乗して操縦するダダ同様の白黒模様に塗装されており、額のエンブレムはカタカナの「ダダ」をもじった紋様となっている。また、両腕がα・βの各種武器に変形可能なハイパーレギオアームとなっており、ビームガンからはレギオビームバレットを、ドリルからはレギオドリルビームをそれぞれ放つ。全身には多数のミサイルも内蔵しており、必殺技は目から放つハイチューン・レギオビーム。
記憶喪失中のケイをつけ狙う最中でゼロと交戦し、ゼロビヨンドを互角以上の戦いの末にエネルギー切れで敗退させる強さを見せるも、記憶を取り戻したケイが召喚したザイゴーグにはまったく歯が立たず、最後はザイゴーグの破壊光線を受けてダダもろとも爆散する。
- 第18話監督の伊藤良一は、ダダがそのまま巨大化しても目新しさがないと考え、倉庫の中にあったものからレギオノイドを選んだ。デザインは、ダダの模様をモチーフとしており、造形部による2案を組み合わせたものである。ミサイルの描写は板野サーカスを意識している。

『劇場版 ウルトラマンタイガ ニュージェネクライマックス』に登場するレギオノイド ダダ・カスタマイズ
ダダがホログラムモニターで呼び出したダダ仕様に改造されたロボット怪獣。全身に装備されたミサイルを放ち、右腕から破壊光線を放つほか、右手をドリルアタッチメントに換装させることも可能。ウルトラマンタイガ・ウルトラマンタイタス・ウルトラマンフーマと戦うが、タイガのタイガダイナマイトシュートに敗れる。

その他の作品に登場するレギオノイド
『新ウルトラマン列伝』
第8クールオープニング映像（第91話 - 第105話）では、α・βが大量に登場してウルティメイトフォースゼロと交戦しており、第104話の解説パートでは音声付きでこの場面が流用されている。第150話の冒頭シーンでは、レギオノイド（α）が大量に登場してゼロとレオに襲いかかるも次々と倒され、最後はゼロのワイドゼロショットとレオのシューティングビーム（レオビーム）で全滅する。
『ウルトラマンデッカー』
第19話では、TPU月面基地の周辺にスフィアが自分の器として集めてきた残骸状の兵器群に、α・βも含まれている。

帝国猟兵 ダークロプス
ベリアル銀河帝国の巨人機。本作品以前にゼロが戦ったダークロプスゼロの量産型タイプ。偵察任務や強襲作戦に用いられる帝国の精鋭兵。アナザースペースではベリアル軍の尖兵として広く認識されており、後に現れたゼロも、ナオやグレンファイヤーと初対面した際には間違えられている。
ゼロと同じダークロプススラッガーやダークロプススラッシュ、ダークロプスショットなどの能力を使うことができ、声色も同じである。ダークロプスゼロと違って爪が鋭く尖っているほか、次元の境界を破壊する「ディメンジョンコア」が未搭載である代わりに胸部にはエメラル鉱石で構成された「システムコア」と呼ばれる部品が搭載されており、マイナスエネルギーをベリアル帝国の存在する別宇宙に送り込み、光の国の存在する次元宇宙の座標をベリアルに知らせた。ダークロプスゼロの失敗から機能に制限が掛けられているうえに集団戦を前提としているため、単体の戦闘力も実験機より抑えられている。時空移動の際には、デルストに複数機が格納される。
本作品では光の国を探索すべく他の宇宙に送り出されており、冒頭で3体が光の国に到達し、ゼロやウルトラセブンと交戦する。2体がゼロとセブンの合体技コンビネーション・ゼロで破壊された後、形勢不利と判断して逃走に転じた1体がゼロのゼロツインシュートで破壊される。その後、今度はベリアルの手によって編成された100万超の大軍団が光の国に侵攻し、ウルトラ戦士たちと激闘を繰り広げるが、最終的にはウルトラマンキングも加わった彼らによって壊滅させられた。
- 当初は登場予定が無かったが、ダークロプスゼロの人気が高かったため、急遽登場することになった。

## キャスト
ナオ役の濱田龍臣は後年、2017年放送の『ウルトラマンジード』（テレビ東京）でウルトラマンジード / 朝倉リク役として主演することとなる。また、エメラド王役の南原健朗は『ミラーマン』でミラーマン / 鏡京太郎の母・優子役を演じた上月左知子の実子であり、監督のアベや企画の岡崎聖は偶然の一致に驚いたという。
- ラン - 小柳友
- ナオ - 濱田龍臣
- エメラナ - 土屋太鳳
- ガル - 平泉成
- ギル - きたろう
- グル - ベンガル
- ヒロ - 石橋保
- ミナ - さとうやすえ
- ラン（幼少期） - 新田海統
- ナオ（幼少期） - 小林櫂人
- ばぁちゃん - 井出みな子
- エメラド王 - 南原健朗
- エメルル王妃 - 英由佳
- エメラル王女 - 高田真綾

### 声の出演
- ウルトラマンゼロ、ダークロプス - 宮野真守
- ミラーナイト - 緑川光
- ジャンボット（ジャン） - 神谷浩史
- グレンファイヤー - 関智一
- ウルトラの父 - 西岡徳馬
- ゾフィー - 田中秀幸
- ウルトラマン - 黒部進
- ウルトラセブン - 森次晃嗣
- ウルトラマンジャック - 団時朗
- ウルトラマンエース - 高峰圭二
- ウルトラマンタロウ - 石丸博也
- ウルトラマン80 - 長谷川初範
- ユリアン - 萩原佐代子
- カイザーベリアル - 宮迫博之
- アイアロン - 若本規夫
- ダークゴーネ - 川下大洋
- 二次元の民 - 石田信之
- ナレーション - 石坂浩二
- 特報ナレーション - 鈴木英一郎

### スーツアクター
- ウルトラマンゼロ[50] - 岩田栄慶
- カイザーベリアル[50] - 末永博志
- ミラーナイト[50] - 力丸佳大
- 福田大助
- グレンファイヤー[50] - 寺井大介
- ジャンボット[50] - 福島龍成
- 中村博亮
- 浜崎雄大
- 根本史彦
- 福田憲文
- 櫻井暦
- 竹内直子
- 梶川賢司
- 湯原愛子
- 新井宏幸
- 丸田聡美
- 安達仁美
- 羽賀聖
- 八巻亜由子

## スタッフ
脚本は当初は監督のアベユーイチではなく別人が務める想定だったが、前作『ウルトラ銀河伝説』のように全編グリーンバックではなくロケーション撮影を前提としていたため、アベが担当することとなった。
- 監督・脚本 - アベユーイチ
- 音楽 - 川井憲次
- エグゼクティブ・プロデューサー - 山本英俊
- プロデューサー - 隠田雅浩
- 監修 - 大岡新一
- チーフプロデューサー - 隠田雅浩
- 企画 - 岡崎聖、渋谷浩康、関根真吾
- 美術監督 - 大澤哲三[注釈 13]
- 装飾 - 山下順弘
- ラインプロデューサー - 松村龍一
- 撮影 - 三栗屋博
- 照明 - 松隅信一
- 録音 - 星一郎
- 音響効果 - 古谷友二
- サウンドエフェクト - 柴崎憲治
- 編集監修 - 宮島竜治
- 編集 - 鈴木真一
- スクリプター - 山内薫
- プロダクションスーパーバイザー - 上原英和
- VFXプロデューサー - クワハラマサシ
- キャラクターデザイン - 後藤正行
- 造型 - 潤淵隆文、品田冬樹
- アクションスーパーバイザー - 岡野弘之
- アクション監督 - カラサワイサオ
- 宣伝プロデューサー - 飯田桂介
- 音楽プロデューサー - 田靡秀樹
- 編曲 - 原文雄、藤澤慶昌
- ロケ協力 - 山口県フィルム・コミッション、北九州フィルム・コミッション、くまもとフィルム・コミッション、美祢市、北九州市、阿蘇市、秋吉台、秋芳洞 ほか
- 制作プロダクション - 円谷プロダクション
- 配給 - 松竹
- 「ウルトラマンゼロ THE MOVIE」製作委員会（円谷プロダクション、フィールズ、バンダイ、バンダイビジュアル、バンダイナムコゲームス、バンプレスト、電通、電通テック、小学館、ドワンゴ・ミュージックエンタテインメント、松竹）

## 主題歌
オープニング曲「すすめ!ウルトラマンゼロ」
作詞 - 山口智大 / 作曲・編曲 - 小西貴雄 / 歌 - voyager

主題歌「運命のしずく〜Destiny's Star〜」
作詞 - 千紗・Kenn Kato / 作曲 - 鈴木大輔 / 編曲 - GIRL NEXT DOOR・水上裕規 / 歌 - GIRL NEXT DOOR
PVではウルティメイトフォースゼロやウルトラ6兄弟、カイザーベリアルも出演。

## 映像ソフト化
2011年4月22日発売。発売・販売元はバンダイビジュアル。
- ウルトラマンゼロ THE MOVIE 超決戦!ベリアル銀河帝国 DVD版（1枚組）
  - 映像特典
    - 特報・劇場予告編・TVスポット集
    - PV
    - デジタルギャラリー

  - 封入特典
    - 作品解説書（プレスシートリサイズver.）
- ウルトラマンゼロ THE MOVIE 超決戦!ベリアル銀河帝国 ブルーレイ通常版（1枚組）
  - 映像特典（DVD版と同様）
  - 封入特典（DVD版と同様）
  - 音声特典
    - オーディオコメンタリー（小柳友×土屋太鳳×脚本・監督：アベユーイチ×助監督：近藤孔明）
- ウルトラマンゼロ THE MOVIE 超決戦!ベリアル銀河帝国 ブルーレイメモリアルボックス（2枚組・初回限定生産）
  - ディスク1：本編BD（ブルーレイ通常版と同様）
  - ディスク2：特典BD
    - メイキングドキュメンタリー
    - 未公開シーン集
      - 未公開シーンの一つとして、ウルトラ兄弟がそれぞれの必殺光線でダークロプスを撃破し、ある惑星でゴモラやアントラーの群れがそれを見守るカットがある[3]。

  - 封入特典
    - 作品解説書（DVD、ブルーレイ通常版と同様）
    - 絵コンテ集
    - 美術設定集

  - 特製アウターケース&デジパック仕様

## テレビ放送
2011年11月23日から同年12月21日まで、『ウルトラマン列伝』内にて全5話構成の連続ドラマ版に再編集されてテレビ放送された。冒頭には、ゼロによる「前回までのあらすじ」のナレーションが追加されている。また、クライマックスでのウルティメイトゼロ登場からアークベリアル撃破までのシーンでは、本作品の主題歌「運命のしずく 〜Destiny's Star〜」が使用された。
2015年5月26日より、『新ウルトラマン列伝』内にて「激闘ウルトラマンゼロ」と題された全9話構成の連続ドラマ版として、再びテレビ放送された。『新列伝』放送バージョンとして2巡目が放送された『大怪獣バトル ウルトラ銀河伝説 THE MOVIE』『ウルトラ銀河伝説外伝 ウルトラマンゼロVSダークロプスゼロ』同様、BGMが差し替えられている。また、今回は前回と異なり、『ダークロプスゼロ』から直接続く流れとなっているため、第1話は前日談の終了直後に冒頭のみ放送するという変則的放送になっているほか、原典でゼロが旅立つ際に流れた曲が「すすめ！ウルトラマンゼロ」から「DREAM FIGHTER」に変更され、「すすめ！ウルトラマンゼロ」はゼロVSグレンファイヤーのシーンで使われているなど、本作品公開後に作られたゼロ関連楽曲が劇中歌として採用されている。それらに加え、前回でクライマックスに使われた「運命のしずく 〜Destiny's Star〜」が今回ではジャンボットVSダークゴーネ、およびそれに続くミラーナイトVSアイアロン戦で使用されているほか、クライマックスシーンに「ULTRA FLY」が使用されている。
2017年1月14日より、『ウルトラマンゼロ THE CHRONICLE』内にて『ウルトラマン列伝』版に若干の変更を加え、5週連続放送された。
2025年4月12日より、『ウルトラマン ニュージェネレーション スターズ』（2025年版）内にて全4話構成の再編集版として4週連続放送された。

## 関連番組

### Webサイト

#### カイザーベリアル陛下の銀河最強ルーム
2010年8月12日より前作に引き続き、カイザーベリアル本人が『カイザーベリアル陛下の銀河最強ルーム』を開設。映画のタイトルが「ウルトラマンベリアル THE MOVIE 〜超最強!ベリアル銀河帝国〜」になっていたり、ベリアル以外のウルトラ戦士はモザイクになっていたり、コピーライト表記もそれに準じるというネタが仕込まれ、前回のホームページ同様の顔文字も健在である。今回は携帯電話での閲覧にも対応しており、ホームページに加え、カイザーベリアル本人によるTwitterも開始された。
そのほか、『大怪獣バトルRR』のホームページとブログも「暇だったから適当に」という理由で11月26日からベリアル銀河帝国に「侵略」されたが、12月15日に前回のホームページ同様「飽きた！」の一言で侵略が終了している。なお、『大怪獣バトルRR』にはベリアルがデザインした（という設定の）カードが存在し、映画のタイトルロゴが「ウルトラマンベリアル THE MOVIE」になっていたり、解説テキストがTwitterやホームページにおけるベリアルの言動そのものになっていたり、裏面に書かれているのは、ベリアルについての解説ではなく、ベリアル本人からのコメントという要素がある。
公開日以降はサイト更新がしばらくなかったが、2011年11月14日には約11か月ぶりに更新されている。

#### 宣伝部長ウルトラマンナイスの部屋
2010年12月15日には、公開直前記念としてニコニコ動画で2010年エイプリルフールでも活躍した『宣伝部長ウルトラマンナイスの部屋』チャンネル生放送が配信された。出演は宣伝部長のウルトラマンナイスとマグマ星人、ゲストにウルトラマンゼロやvoyagerが出演した。

### カイザーベリアル最強パワーアップコンテスト
小学館『てれびくん』および『幼稚園』との連動で、コンテストの募集を行っていた。

### ウルトラマンベリアル THE STAGE 超最強!ベリアル銀河帝国
アリオ八尾四周年と本作品の公開を記念したイベント「ウルトラヒーロースーパーウィーク」において、2010年12月5日に円谷ジャングル主催で開催されたスペシャルショー。ベリアルが前作でゼロたちに敗れた後、アイアロンやダークゴーネと出会い、ベリアル銀河帝国を築き上げるまでの経緯を描くという本作品の前日談的な外伝ストーリーとなっている。ウルトラ戦士は一切登場せず、完全にベリアルが主役となっている。

#### あらすじ
前作でウルトラマンゼロたちに敗れ、傷を負いながらも生き延びていたウルトラマンベリアルは別次元の宇宙に流れ着く。そこではまたしても復活を遂げた異次元人ヤプールが、侵略活動を行おうとしていた。ベリアルを自らの支配下に置こうと企むヤプールは配下の超獣たちに加え、エージェントとして傘下に従えていたダークゴーネとアイアロンを送り込む。ベリアルはヤプールたちの攻撃に苦戦するが、ウルトラ戦士たちへの怨念を力に変えて立ち上がり、その執念にダークゴーネとアイアロンも惹かれていく。

#### 登場キャラクター
- ウルトラマンベリアル（カイザーベリアル）
- アイアロン
- ダークゴーネ
- ダークロプス

- ヤプール（巨大ヤプール）
- ドラゴリー
- ルナチクス
- メビウスキラー

### キャンペーン
2010年12月15日、1日限定でウルトラマンゼロが明治乳業の『明治プリン超BIG』特別営業部長に就任し、一日商社マンとして明治乳業の取引先との商談にも参加していた。

### マスコットキャラクター
ガルネコセブン
主題歌を歌うGIRL NEXT DOORのマスコットキャラクター・ガルネコとウルトラセブンのコラボレーションとして誕生した、円谷プロ公認のキャラクター。2010年12月23日開催のイベント『お正月だよ! ウルトラマン全員集合!!』に初登場している。

## 番組出演
『MUSIC JAPAN』（NHK総合テレビ、2010年12月12日放送分）
主題歌を歌うGIRL NEXT DOORと共にウルトラマンゼロとウルトラ6兄弟、カイザーベリアルがゲスト出演。同じくゲスト出演していたAKB48のメンバーとじゃんけん対決を行った。
『3分間で奇跡を起こせ!ウルトラマンDASH』（日本テレビ、2011年1月1日放送分）
難題に挑む超人をウルトラマンに例え、3分間という限られた時間で挑戦するバラエティ番組。最後にはウルトラマンもゲストとして出演した。
『題名のない音楽会』（テレビ朝日、2011年1月9日放送分）
「光の国からぼくらの国へ ウルトラマンがやってきた!」で、東京フィルハーモニー交響楽団とのコラボレーションとしてセブンやゼロも出演した。

## ゲーム
『TANK!TANK!TANK!』
バンダイナムコゲームス発売のアミューズメントゲーム。2010年12月7日から2011年5月31日までの期間限定モードとして「怪獣バスターズ POWEREDモード」がプレイ可能となり、タイラントやカイザーベリアルと戦うことができた。
『怪獣バスターズ POWERED』
2011年1月20日発売のニンテンドーDS用ゲーム。劇場入場者特典の『大怪獣バトルRR』カードに記載されたパスワードを入力すると、ウルティメイトフォースゼロのコスチュームが開発できるようになる。